# Comuna Bilovod, Romnî
Bilovod (în ucraineană Біловод) este o comună în raionul Romnî, regiunea Sumî, Ucraina, formată din satele Bilovod (reședința), Markivske, Moskalivka, Popivka și Veselîi Step.

## Demografie
Componența lingvistică a comunei Bilovod
     Ucraineană (97,64%)
     Rusă (2,29%)
Conform recensământului din 2001, majoritatea populației comunei Bilovod era vorbitoare de ucraineană (97,64%), existând în minoritate și vorbitori de rusă (2,29%).